# Строубери Арена
Френдс Арена е мултифункционален стадион, с подвижен покрив, намиращ се в непосредствена близост до езерото Ростасьон северно от центъра на Стокхолм. Той е най-големият стадион в скандинавските държави и третият най-голям закрит стадион в Европа.
Основни наематели на стадиона са националният отбор на Швеция и отбора на АИК. Първият мач на стадиона се играе на 14 ноември 2012 г., когато Швеция побеждава Англия с 4:2.

## История
Шведбанк придобива правата върху името на новия стадион срещу 153 млн. шведски крони – сделка, която трябва да продължи до 2023 г. и първоначално стадионът трябва да се нарича Шведбанк Арена. Въпреки това на 28 март 2012 г., Шведбанк обявява, че ще преименува стадиона на Френдс Арена – на името на организация с нестопанска цел, която се бори с тормоза в училище, кауза която Шведбанк подкрепя.
Френдс Арена заменя стадион Росунда, където играеше националният отбор на Швеция. Росунда ще бъде съборен, а на негово място ще се построят 700 апартамента и офис сгради.

## Структура и съоръжения
Френдс Арена има подвижен покрив, което позволява събития да се провеждат по време на зимния сезон и стадионът да домакинства на закрито развлекателни мероприятия. Капацитетът на стадиона е за 50 100 зрители при футболни мачове и до 65 000 при концерти.
Заедно със стадиона, ще бъдат построени хотели (400 стаи), ресторанти (за 8000 гости), мол (с 240 магазина), офис пространства за 10 000 работещи, конферентен център и 2000 апартамента. Молът е предвидено да се казва Мол ъф Скандинавия и ще бъде най-големият търговски център в Швеция.